# En bataille, portrait d'une directrice de prison
Pour plus de détails, voir Fiche technique et Distribution.
En bataille, portrait d'une directrice de prison est un téléfilm documentaire réalisé par Ève Duchemin, diffusé en 2016 sur la chaîne de télévision Arte.

## Synopsis
Le film documentaire raconte la vie de Marie Lafont, alors directrice adjointe du centre pénitentiaire pour hommes de Liancourt. Le film pose un regard intimiste sur son héroïne en  la suivant d'une part dans sa vie professionnelle et d'autre part dans sa vie privée, avec notamment des plans tournés dans son logement de fonction ainsi que lors de ses escapades.
Au cours du film une voix off commente le film en expliquant la situation au début et à la fin du film entre autres. À plusieurs reprises, la réalisatrice interagit avec l’héroïne et lui pose parfois des questions personnelles sur son rôle au sein de son établissement. Cette dernière parle plusieurs fois en voix off alors que la caméra continue de filmer ses actions.

## Fiche technique
- Titre original : En bataille, portrait d'une directrice de prison
- Réalisation : Ève Duchemin
- Photographie : Ève Duchemin
- Son : Julien Sicart
- Montage : Joachim Thôme
- Sociétés de production : Sister Productions, Kwassa Films, RTBF, WIP
- Sociétés de distribution : Arte France, Sister Productions, Kwassa Films, RTBF, WIP
- Pays d'origine :  France
- Langue originale : français
- Format : couleur
- Genre : documentaire
- Durée : 58 minutes
- Dates de sortie : France : 30 mai 2016

## Distribution
- Marie Lafont : elle-même (directrice adjointe du centre pénitentiaire de Liancourt)

## Distinctions
En 2017, lors de la 7e cérémonie des Magritte, le film reçoit le Magritte du meilleur documentaire.